# Elstar
Elstar es una variedad cultivar de manzano (Malus domestica).
Criado en 1955 por el horticultor Dr. T. Visser en IVT, Wageningen, Países Bajos. Las frutas son dulces, crujientes y jugosas.Su optimo de cultivo se encuentra en USDA Hardiness Zones mínima de 5 a máxima de 8.

## Sinónimos
- "Luster",
- "Lustre Elstar",
- "Valstar".

## Historia
'Elstar' es una variedad de manzana, obtención en 1955 por el horticultor Dr. Tijs Visser en el "Instituut voor de Veredeling van Tuinbouwgewassen" IVT, Wageningen (Países Bajos), cruzando Golden Delicious (progenitor de semillas, parental-madre) e 'Ingrid Marie' (progenitor de polen, parental-padre). Las plántulas del cruce dieron sus primeros frutos en 1963 y el cultivar se introdujo en la industria frutícola en 1972.
'Elstar' se cultiva en la National Fruit Collection con el número de accesión: 1974-005 y nombre de accesión : Elstar.
'Elstar' es origen de Desportes, nuevas variedades de manzana:
- Bel-El
- Daliest
- Elnica
- Elshof
- Reinstar
- Red Elstar

## Características

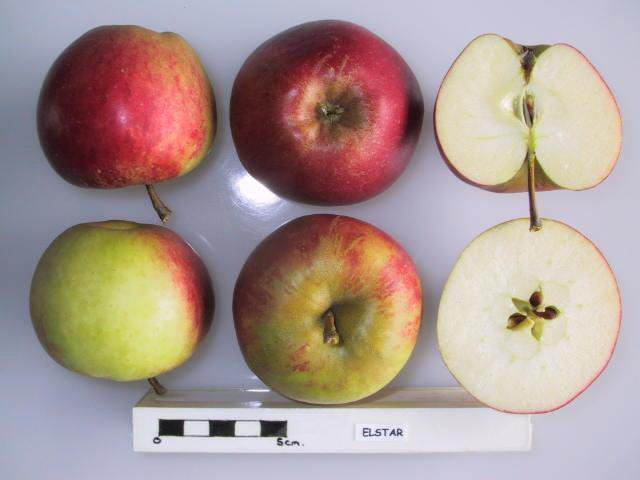
La variedad de manzana 'Elstar' seccionada.

'Elstar' tiene un tiempo de floración que comienza a partir del 4 de mayo con el 10% de floración, para el 17 de mayo tiene una floración completa (80%), y para el 24 de mayo tiene un 90% de caída de pétalos.
'Elstar' tiene una talla de fruto de mediano a grande; forma globoso-cónica, ligeramente acanalado; con una altura de 56.25mm y una anchura de 66.88mm; con nervaduras medio suave; epidermis con color de fondo amarillo, importancia del sobre color bajo lavado, con color del sobre color rojo y naranja, con distribución del sobre color rubor lavado/rayado roto, presentando chapa de rubores lavados de rojos y naranjas y rayas rotas con alguna tendencia hacia un delgado ruginoso, acusa punteado abundante pequeños, protuberantes y rojizos, escasamente esparcidas por toda la manzana, pero más abundantes hacia el ojo, y con  importancia del "russeting" (pardeamiento áspero superficial que presentan algunas variedades) débil; pedúnculo corto, robusto y se encuentra en una cavidad peduncular poco profunda, con forma de embudo y con ruginoso en las paredes, y con importancia del "russeting" en la cavidad peduncular fuerte; cáliz con la anchura de la cavidad calicina estrecha, profundidad de la cavidad calicina profunda, presenta un fruncido de la piel en el interior de la cav. calicina, y con importancia del "russeting" en la cavidad calicina débil; ojo pequeño, cerrado; sépalos largos, puntiagudos y vueltos hacia fuera desde por debajo de su mitad.
La carne es de color blanco cremoso; textura algo crujiente y muy jugosa; sabor dulce con acidez bien equilibrada, aunque la acidez casi desaparece con un par de semanas de almacenamiento; aroma fragante con toques de miel. Brix 12.6
Su tiempo de recogida de cosecha se inicia a principios de octubre. Se mantiene dos meses en una habitación fría regular, hasta seis meses en almacenamiento en atmósfera controlada. El sabor madura después de aproximadamente un mes en almacenamiento.

## Usos
Desarrollado como una manzana fresca para comer, pero también es una buena opción para los pasteles en cuanto al sabor, aunque las rebanadas tienden a volverse frágiles. Hace una maravillosa salsa de manzana.

## Ploidismo
Diploide. Autofértil, pero los cultivos mejoran con un polinizador compatible. Grupo D Día 15.

## Susceptibilidades
- Oidio: ataque medio
- Moteado: ataque medio
- Fuego bacteriano: ataque débil
- La variedad es muy propensa a la pudrición de las raíces por Phytophthora.[5]